# Clematis viticella
Espèce
Classification phylogénétique
Clematis viticella, la Clématite bleue ou fausse-vigne, est une espèce de plante grimpante semi-ligneuse, originaire d'Europe centrale et du sud. Elle fait partie de la famille des Ranunculaceae. Elle est très rustique.

## Caractéristiques

### Floraison
La floraison a lieu de juin à août.
Les fleurs sont petites, solitaires, souvent campanulées, de 2 à 4 cm de diamètre. Elles sont bleues, pourpres ou rouge-rosé, avec les anthères jaune pâle.

## Distribution
L'espèce est présente dans tout le bassin méditerranéen, mais est indigène seulement de sa partie orientale.

## Taille

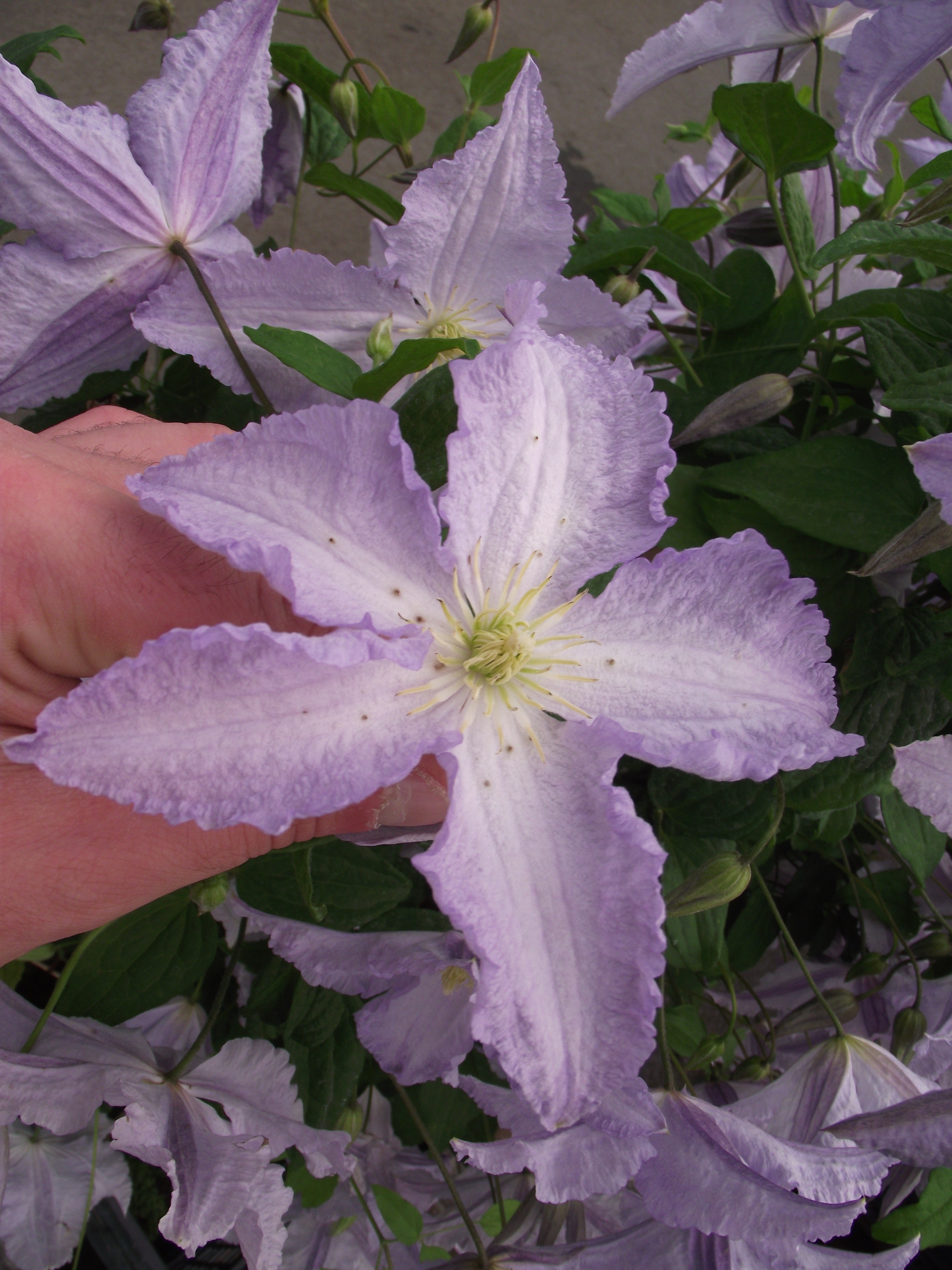
Clematis viticella 'blue angel'.

Clematis viticella se taille de 2 à 4 m de haut pour 1,50 m de diamètre.

## Variétés
Il existe beaucoup de cultivars :
- Clematis viticella 'Abundance' : feuilles vert clair, fleurs simples de 6 cm de diamètre, lie-de-vin à anthères crème.
- Clematis viticella 'Alba Luxurians' : feuilles gris-vert, fleurs simples de 5 à 7 cm de diamètre à 4 ou 6 sépales blancs teintés de vert à leur extrémité, mauves à l'ouverture. Petites anthères noires.
- Clematis viticella 'Betty Corning' : fleurs de 5 cm de long, en clochettes, légèrement parfumées, couleurs lilas pâle et aux anthères crème, présentant des sépales à extrémité récurvée.
- Clematis viticella 'Etoile Violette' : fleurs de 7 cm de diamètre, inclinées, étalées, violet pourpré avec anthères jaunes.
- Clematis viticella 'Minuet' : fleurs en clochettes ouvertes, blanches veinées de rose pourpré, à anthères sombres.
- Clematis viticella 'Mme Julia Correvon' : fleurs rouge foncé vif et anthères jaunes, sépales légèrement tordus et frippés.
- Clematis viticella 'Polish Spirit' : feuilles vert foncé. Fleurs étalées de 5 à 8 cm de diamètre, couleur bleu pourpré soutenu avec anthères rouges.
- Clematis viticella 'Purpurea Plena Elegans' : fleurs doubles, sans anthères, mauve pourpré. Les sépales extérieurs peuvent être verts.
- Clematis viticella 'Venosa Violacea' : fleurs simples, de 8 cm de diamètre, blanches veinées de pourpre, sépales incurvés et anthères noir bleuté.